# Canjilon, New Mexico
Canjilon, New Mexico (енгл. Canjilon) насељено је место без административног статуса у америчкој савезној држави Њу Мексико.

## Демографија
По попису из 2010. године број становника је 256.
| Група             | 2000.    | 2010.       |
| Белци             | 0 (0,0%) | 11 (4,3%)   |
| Афроамериканци    | 0 (0,0%) | 2 (0,8%)    |
| Азијати           | 0 (0,0%) | 1 (0,4%)    |
| Хиспаноамериканци | 0 (0,0%) | 240 (93,8%) |
| Укупно            | 0        | 256         |